# La Motte, Var
La Motte är en kommun i departementet Var i regionen Provence-Alpes-Côte d'Azur i sydöstra Frankrike. Kommunen ligger i kantonen Draguignan som tillhör arrondissementet Draguignan. År 2022 hade La Motte 3 050 invånare.

## Befolkningsutveckling
Antalet invånare i kommunen La Motte
| Referens: INSEE |